# De Grâce
Production
Diffusion
De Grâce est une série télévisée française en six épisodes de 52 minutes réalisée par Vincent Maël Cardona d'après un scénario de Maxime Crupaux et Baptiste Fillon, et diffusée les 8 et 15 février 2024 sur Arte.
Cette fiction dramatique est une coproduction d'Arte France, Ego Production et Savage Films.
Elle est présentée en mars 2023 en compétition internationale et en première mondiale au Festival Séries Mania à Lille, où Margot Bancilhon décroche le prix de la meilleure actrice.

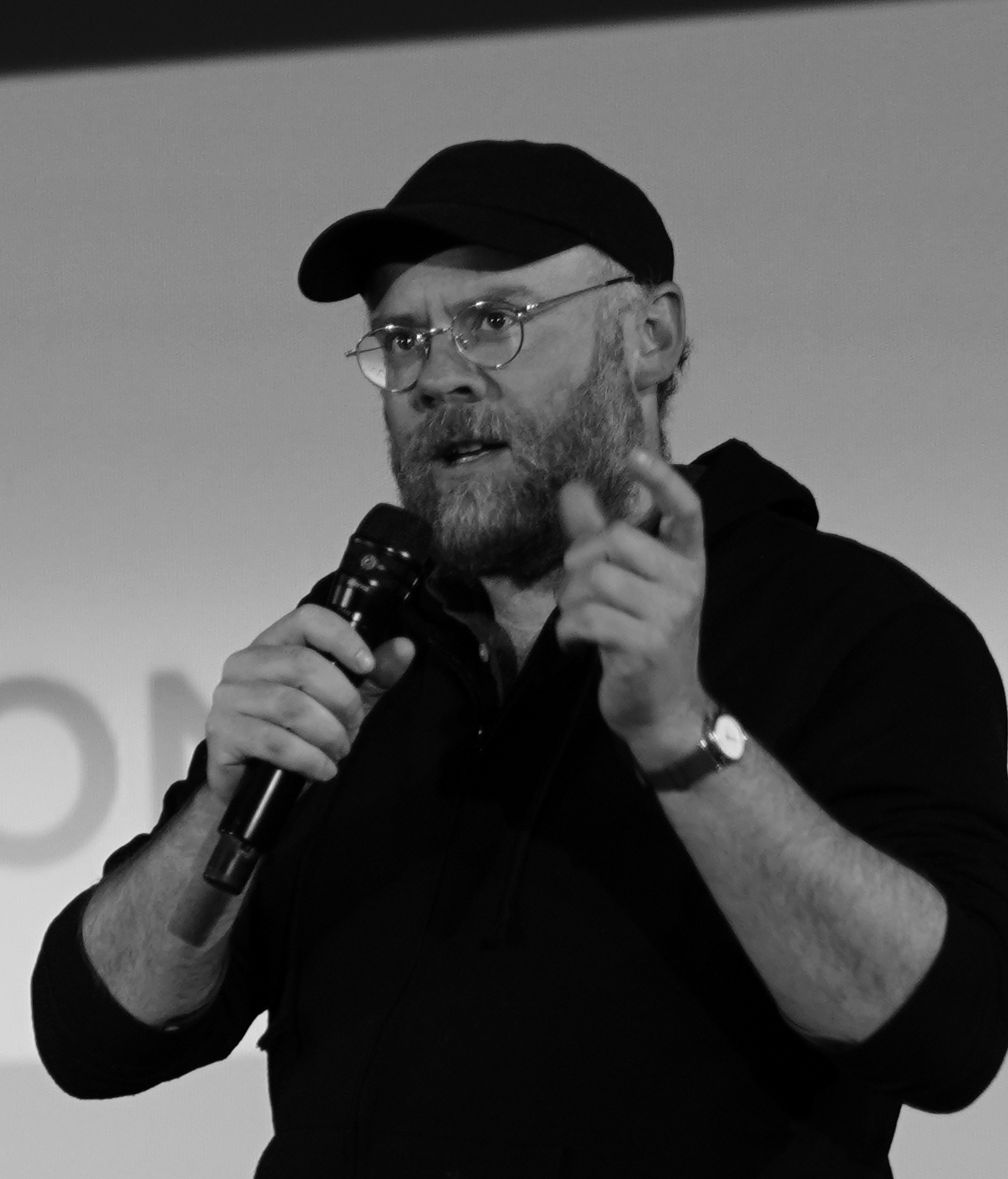
Vincent Maël Cardona.

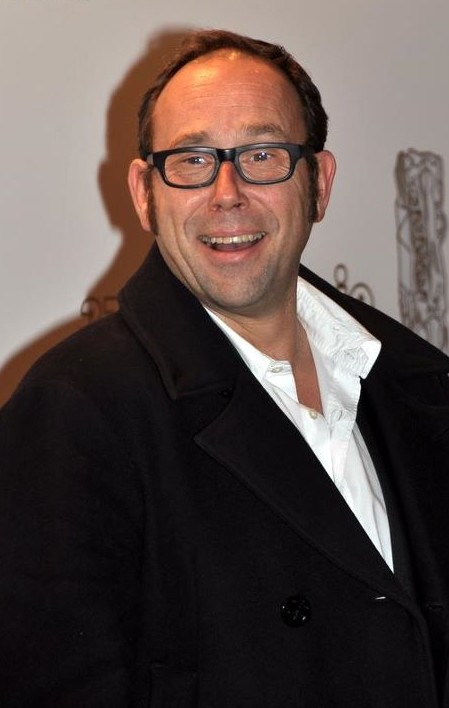
Olivier Gourmet.

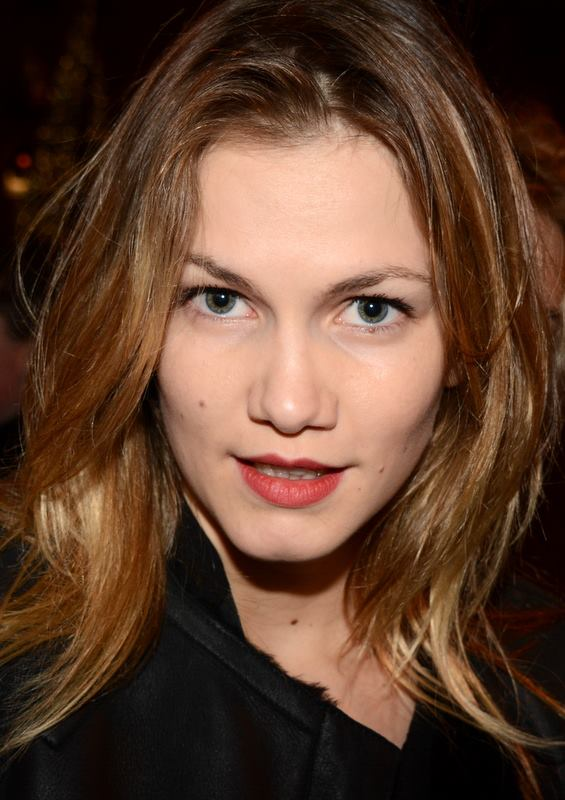
Margot Bancilhon.

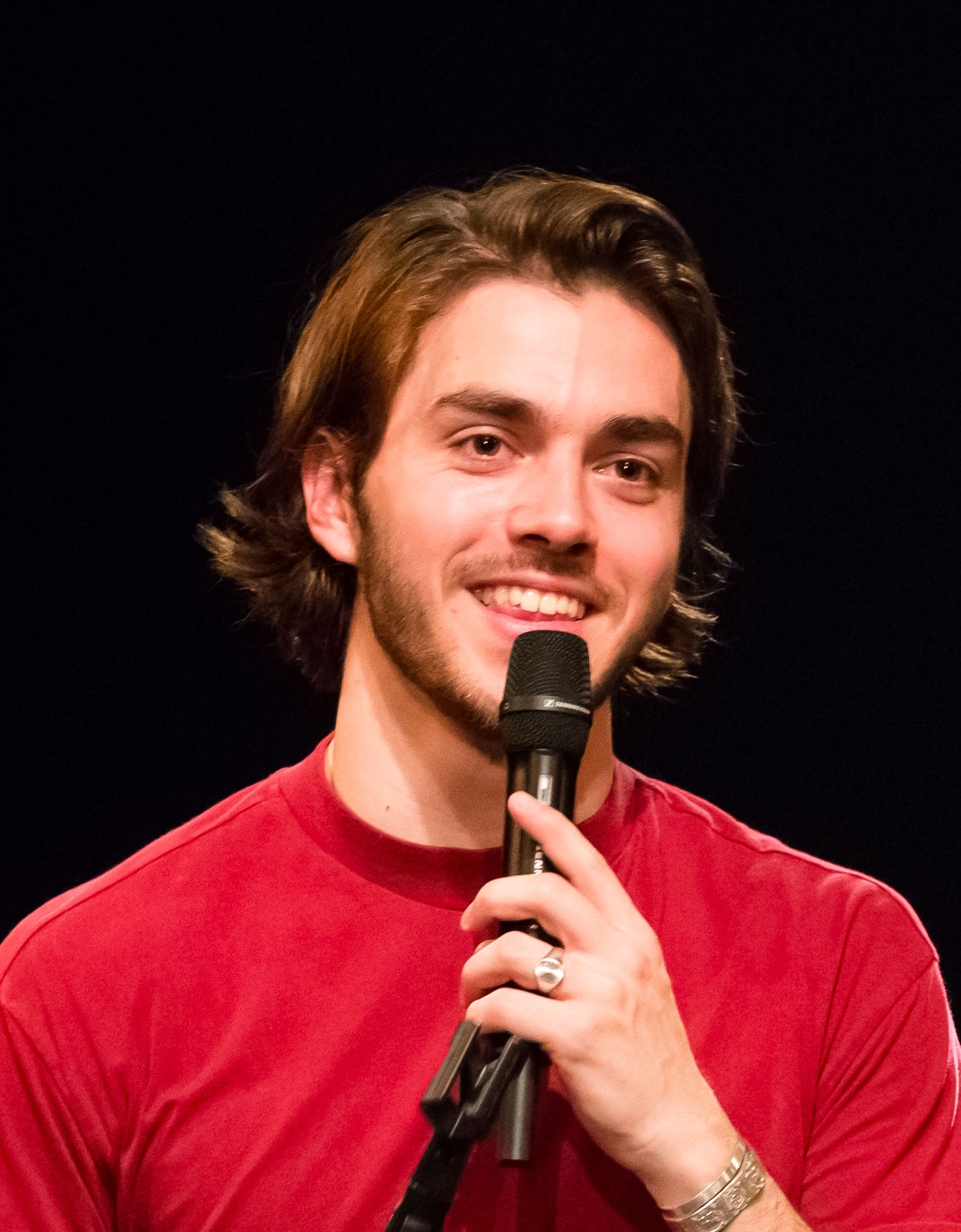
Panayotis Pascot.

## Synopsis
Sur fond de trafic de drogue, une lutte d'influence a lieu entre deux parties du syndicat de dockers du port (S.G.T.). La série suit le déroulement de l'action par journée autour de la famille de Pierre Leprieur, un docker du S.G.T.

## Distribution
Sauf indication contraire, les informations mentionnées dans cette section peuvent être confirmées par les bases de données cinématographiques  présentes dans la section « Liens externes ».
- Olivier Gourmet : Pierre Leprieur, docker et syndicaliste
- Astrid Whettnall : Laurence Leprieur, la femme de Pierre
- Pierre Lottin : Jean, le fils aîné de Pierre
- Margot Bancilhon : Emma, la fille de Pierre, avocate pénaliste
- Panayotis Pascot : Simon, le fils cadet de Pierre
- Philippe Rebbot : Christophe Leprieur, le frère de Pierre
- Alyzée Costes : Céline Leprieur, épouse de Jean
- Gringe : commissaire Ihsan Bayar
- Éliane Umuhire : Joy Oliseh
- Samuel Theis : Julien, juge
- Xavier Beauvois : Sébastien Prévost, leader du syndicat de dockers du port
- Michaël Erpelding : Mickaël Blain, docker
- Noam Morgensztern : policier François Kieffer
- Philippe Douis: Gérard, meilleur ami de Pierre
- Cyril Gueï : le prêtre
- Maxence Tual : le notaire de la famille Leprieur
- Mounir Kateb : Kamel Kharbouch
- Nailia Harzoune : Nawal Kharbouch, la femme de Kamel
- Kassim Lemaitre : Samir Kharbouch
- Coryne Morel : la patronne du café
- Tony Fauci : un malfaiteur

## Production

### Genèse et développement
Cette fiction dramatique est une coproduction d'Arte France, Ego Production et Savage Films, réalisée avec le soutien de la région Normandie et du Tax shelter du gouvernement fédéral de Belgique.
La série est créée et écrite par Maxime Crupaux et Baptiste Fillon sous l'impulsion du producteur Pierre-Emmanuel Fleurantin,,.
Elle est réalisée par le réalisateur Vincent Maël Cardona, césarisé pour son film Les Magnétiques,,.
Le scénariste Maxime Crupaux explique : « Nos parcours de personnages répondent à une histoire collective. Il y a une histoire au Havre. La tragédie est quelque part le produit de cela mais aussi de choix politiques, de choix économiques… La façon dont le port se développe et se met au niveau de la concurrence internationale soulève des questions. Cette histoire n'est pas exogène à son territoire. Il était important pour nous d'écrire une histoire où on sent vraiment l'arène de la ville comme étant un élément à part entière de la narration et des problèmes qui se posent aux personnages. Si on est arrivés à faire ca, je pense que De Grâce aura une place intéressante dans le paysage de la fiction française car je n'ai pas l'impression que le territoire ait une place dans le récit ailleurs ».
L'un des producteurs souligne : « La ville est 'maudite' par son port mais par essence cela lui apporte sa richesse… Mais ça l'empêche aussi de se développer. (…) Toutes les richesses du monde passent par ce port et on peut être tentés d'y croquer dedans ».
Selon le réalisateur Vincent Maël Cardona, « La dimension mythologique de l'histoire, incarnée par des personnages aux trajectoires plus grandes que nature, invitait à styliser l'approche. De Grâce est une tragédie, pas un polar réaliste sur le trafic de drogue chez les dockers ». Il explique également que « De Grâce fait référence au nom que François Ier a donné à ce port quand il l'a fondé, « Le Havre de Grâce ». C'est aussi l'imploration de la famille Leprieur face au drame qui se noue, sur lequel elle n'a pas de prise ».
Le coproducteur Vincent Moluquet précise : « Entre le moment où Arte s'est engagée en 2016 et le jour où nous avons terminé la fabrication de la série en 2023, le trafic de cocaïne au Havre a été multiplié par dix ! Avant, les trafiquants payaient 5 000 euros pour obtenir un badge d'accès au port, aujourd'hui, ils menacent d'une balle dans le genou ceux qui le leur refusent. Quant aux personnels qui cèdent à la tentation - 100 000 pour déplacer un container ! – ils sont pris dans un engrenage de violence, avec des menaces sur eux et leurs familles ». Comme le précise Télé-Loisirs, après la mort d'un docker roué de coups en 2021, sa profession, déchirée et meurtrie, a choisi de tenir toutes caméras à distance et donc toutes les scènes du port ont été tournées dans celui d'Anvers.

### Attribution des rôles
Selon Chaïma Tounsi-Chaïbdraa, du site Allociné, « Si l'ensemble du casting s'en sort avec les honneurs - Pierre Lottin, Margot Bancilhon, Astrid Whettnall et Gringe en tête - Panayotis Pascot tire son épingle du jeu. Celui que l'on voit plus souvent dans la comédie se glisse ici dans le rôle d'un jeune perdu et taiseux qui se cherche ».

### Tournage
Le tournage de la série a lieu du 8 août au 21 novembre 2022 au Havre, en Île-de-France et à Anvers en Belgique,.
Bien que la série parle des dockers du Havre, de nombreuses scènes sont tournées dans le port d'Anvers en Belgique parce que, selon L'Obs, « les dockers du Havre ont dit non. Les faits divers se déroulant ces dernières années parmi eux et les reportages leur ayant succédé les ont refroidis ».

### Fiche technique
Sauf indication contraire, les informations mentionnées dans cette section peuvent être confirmées par les bases de données cinématographiques  présentes dans la section « Liens externes ».
- Titre français : De Grâce
- Réalisation : Vincent Maël Cardona[1],[2],[3]
- Scénario : Maxime Crupaux et Baptiste Fillon[1],[2],[3]
- Musique : Maxence Dussère
- Décors : Philippe Van Herwijnen
- Costumes : Gwendoline Grandjean
- Photographie : Brice Pancot
- Son : Olivier Struve
- Montage : Nathalie Langlade, Raphaël Mouterde, Joclyn Robert
- Production : Pierre-Emmanuel Fleurantin et Vincent Mouluquet (Ego Productions)
- Sociétés de production : Arte France, Ego Productions et Savage Films[1],[3], en partenariat avec la SOFICA SofiTVciné
- Pays de production :  France
- Langue originale : français
- Genre : drame, thriller
- Format : couleur
- Nombre de saisons : 1
- Nombre d'épisodes[2] : 6
- Durée : 52 minutes[2]
- Dates de première diffusion :
  - France et Belgique : 8 et 15 février 2024 sur Arte[3]

## Accueil

### Audiences et diffusion
En France, la série est diffusée les jeudis sur Arte par salve de trois épisodes les 8 et 15 février 2024.
Le 8 février 2024, le premier épisode est regardé par 1 550 000 téléspectateurs, soit 5,9 % du public.
Le 15 février 2024, la suite de la série est regardée par 588 000 téléspectateurs, soit 2,9 % du public.

### Accueil critique
Pour Florian Lautré du site Allociné, « Les images de Vincent Maël Cardona sont belles bien que parfois trop sombres et le travail sur les musiques est intéressant. Ainsi, Le Havre est sublimé dans De Grâce et toute une dimension mystique émane de cet endroit d'échange de marchandises où tout peut arriver… et même le pire. Ce récit noir est ponctué par les interventions du protagoniste décédé qui, à cause de leur répétition, semblent poussives. Enfin, la gravité avec laquelle les problématiques sérieuses des Leprieur sont décrites est parfois lourde. Quelques longueurs se font aussi sentir et une pointe d'ennui peut alors malheureusement se manifester… De Grâce n'en demeure pas moins une œuvre intense et soignée grâce à sa réalisation, sa bande son et le jeu des comédiens ».
Mathilde Fontaine, également rédactrice du site Allociné, estime que « Magnifiant des personnages ambivalents et une histoire riche et sur plusieurs niveaux, la mise en scène si particulière de De Grâce nous happe dès les tout premiers instants et s'inscrit de manière immédiate dans la lignée des grandes créations françaises ».
Pour Jonathan Blanchet, du magazine Première, « Chargé de références (The Wire ou James Gray ne sont pas loin), peuplé de figures tragédiennes, le scénario cède un peu trop frénétiquement au twist programmé, surtout dans le dernier tiers du programme. Mais l'écueil est évité par une direction d'acteurs magistrale. Outre Olivier Gourmet, toujours impérial, et la confirmation Pierre Lottin, on retrouve Margot Bancilhon (récompensée à Séries Mania) et Panayotis Pascot qui entame une mue prometteuse en comédien dramatique ».

### Distinction
- Festival Séries Mania 2023 : prix de la meilleure actrice en compétition internationale pour Margot Bancilhon[13],[14],[15] où Margot Bancilhon remporte le prix de la meilleure actrice en compétition internationale[13]